# Храм Троицы Живоначальной (Торопец)
Церковь Троицы Живоначальной — утраченный православный храм в городе Торопец Тверской области. Располагался на Острове в центре города. В настоящее время бывшее здание храма принадлежит средней школе № 1.
Каменный Троицкий храм на Острове был построен в 1704 году монахами из Троице-Небина монастыря.
Имел два престола: главный во имя Пресвятой Троицы и придельный во имя Флора и Лавра.
Был приписан к Благовещенскому храму (не сохранился).
Небольшой храм состоял из завершённого параболическим куполом с луковичной главой на «фонарике» четверика основного объёма, трапезной, апсиды, двухъярусной колокольни со шпилем и северной пристройки с главкой для Фроловского придела. В середине XX века советские власти закрыли храм, он был перестроен до исчезновения признаков культового сооружения. Используется под мастерские школы № 1.

Современный адрес здания храма — переулок Кольцова, 4А.

Троицкий храм в Торопце на Острове
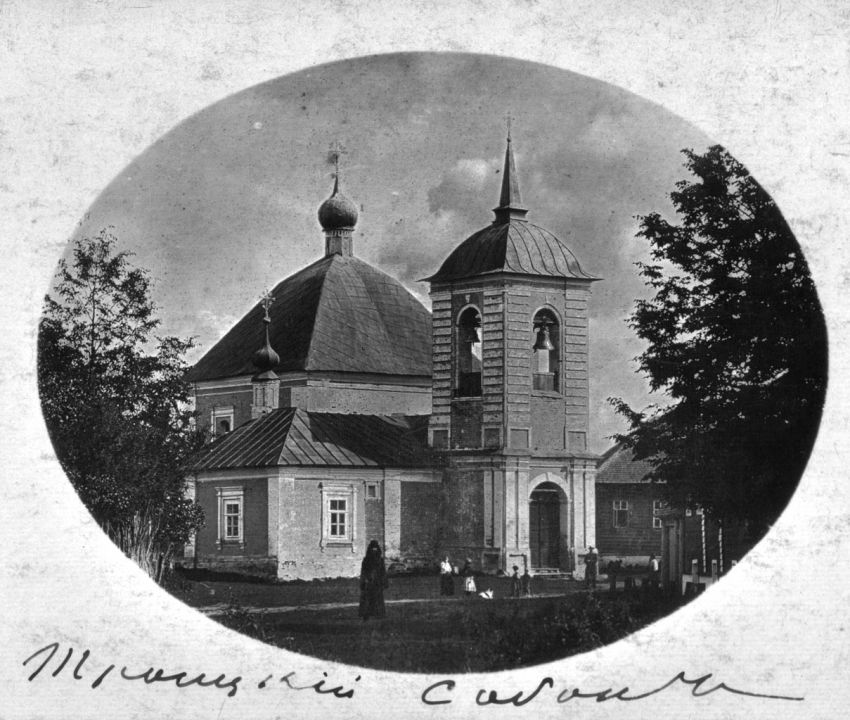
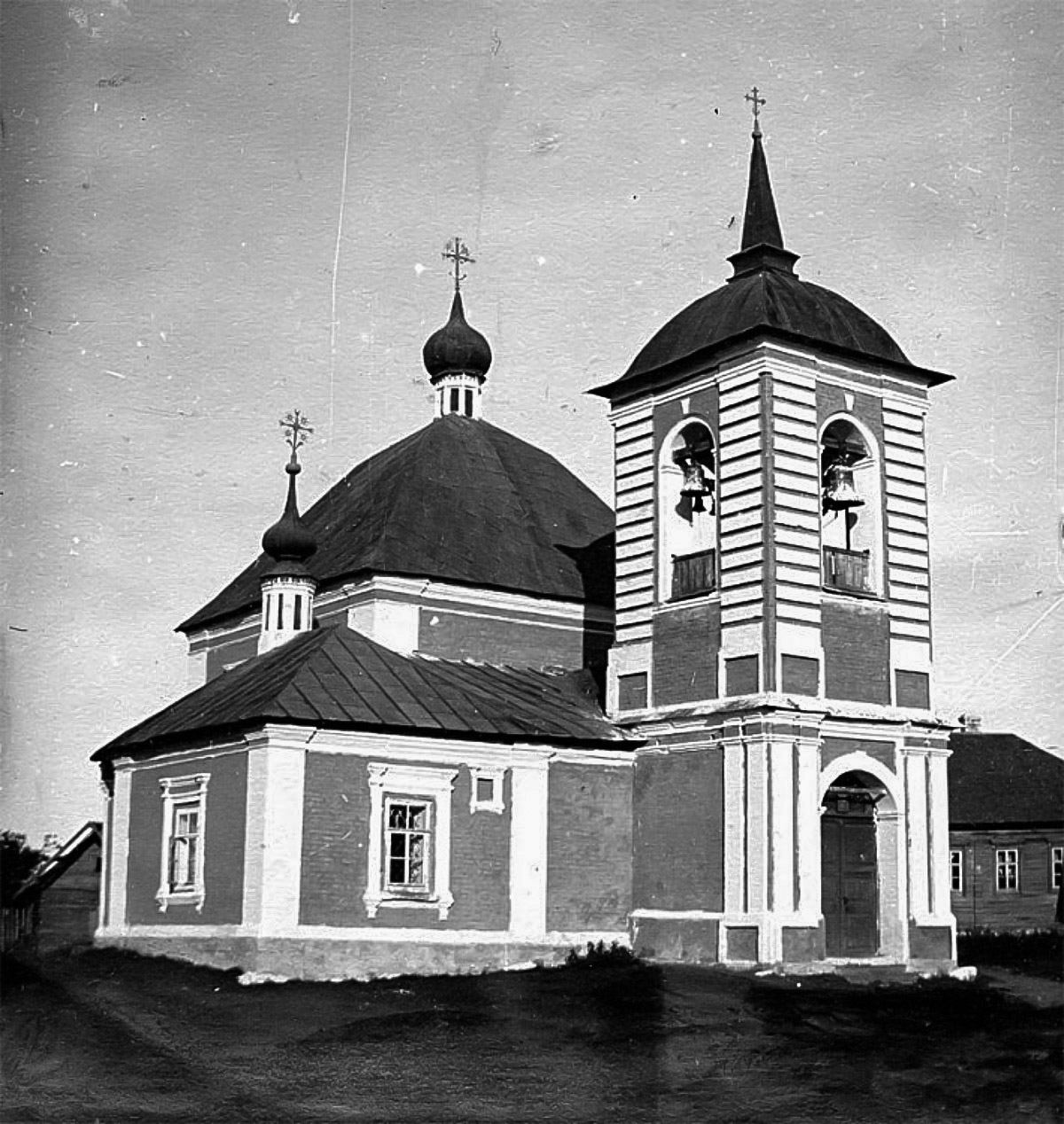